# Pharsalia lentiginosa
Pharsalia lentiginosa är en skalbaggsart som beskrevs av Francis Polkinghorne Pascoe 1866. Pharsalia lentiginosa ingår i släktet Pharsalia och familjen långhorningar. Inga underarter finns listade i Catalogue of Life.